# Colonel Roosevelt
Colonel Roosevelt – biografia amerykańskiego prezydenta Theodore'a Roosevelta napisana przez Edmunda Morrisa, wydana 23 listopada 2010. To trzecia część trylogii, którą poprzedzały wyróżniona Nagrodą Pulitzera The Rise of Theodore Roosevelt (1979) i Theodore Rex (2001).
Colonel Roosevelt opisuje losy Theodore'a Roosevelta od 1909 roku, kiedy przestał być prezydentem, do jego śmierci w 1919 roku.